# Iringsweg
Der Iringsweg (die Iringsstraße) ist nach der älteren Forschung eine Bezeichnung der Sachsen und Thüringer für die Milchstraße, die diesen Namen in Deutschland erst seit dem 17. Jahrhundert trägt. Nach Ernst Zinner kam sie erst in der „spätheidnischen Periode“ auf.
Die Bezeichnung gründet sich auf den Helden des Iringlieds des sächsischen Geschichtsschreibers Widukind von Corvey. Tatsächlich ist jedoch bis heute strittig, ob der Begriff auch nach den spärlichen Quellen überhaupt die Milchstraße meint.  Vor Widukind existieren lediglich vier angelsächsische Glossen, die den Begriff nennen. Wie bei Widukind, so steht die Bezeichnung auch in den Glossen für lat. via secta, was jedoch in den meisten Quellen nicht die Milchstraße, sondern den Tierkreis bezeichnet. Auch in astronomischen Traktaten findet sich die Bezeichnung nicht, und alle späteren schriftlichen Quellen stehen mit Widukind in Verbindung.
Auch der Bezug auf den Sagenhelden ist nicht zu belegen. Der Name Iring ist zwischen dem 8. und 13. Jahrhundert sehr häufig bezeugt, zunächst vor allem in Süddeutschland, seltener in Thüringen und Sachsen, wobei keiner der bekannten Namensträger eine wirkliche Heldenfigur war. Gleichzeitig ist die Historizität des thüringischen Iring nicht belegbar. Es spricht somit wenig dafür, dass sich die Bezeichnung tatsächlich auf den Helden des Iringlieds bezieht und dass sie in Thüringen weite Verbreitung fand.